# Nitidoguina wana
Nitidoguina wana är en insektsart som beskrevs av Young 1986. Nitidoguina wana ingår i släktet Nitidoguina och familjen dvärgstritar. Inga underarter finns listade i Catalogue of Life.